# Nils Christie
Nils Christie (sinh ngày 24 tháng 2 năm 1928 – 27 tháng 5 năm 2015) là nhà xã hội học, nhà tội phạm học người Na Uy.

## Tiểu sử
Ông đậu bằng "magister’’ (tương đương thạc sĩ) ngành xã hội học năm 1953 và bằng tiến sĩ năm 1960. Ông làm giáo sư môn tội phạm học ở Đại học Oslo từ năm 1966. Trong nhiều năm ông đã làm giám đốc "Viện tội phạm học và luật hình sự’’ của đại học Oslo.
Đề tài nghiên cứu chính của ông là sự xung đột xã hội, nhà tù và việc kiểm soát tội phạm. Ông chủ trương hợp pháp hóa việc dùng cần sa (cannabis) và sửa đổi luật về ma túy. Ông đã viết nhiều sách và tích cực tham gia các cuộc tranh luận về xã hội, trong đó ông nêu ra hố cách biệt xã hội ngày càng sâu giữa người giàu và người nghèo trong xã hội phương Tây hiện đại.
Trong số sách của ông, quyển Pinens begrensning xuất bản năm 1981, đã được dịch sang 11 ngôn ngữ khác.

## Đời tư
Ông kết hôn với nhà tội phạm học Hedda Giertsen. Họ có hai người con.

## Giải thưởng và Vinh dự
- Bằng tiến sĩ danh dự của Đại học Copenhagen.[1][2].
- Giải Lời nói tự do năm 2001

## Tác phẩm tiêu biểu
- Fangevoktere i konsentrasjonsleire (1952)
- Hvis skolen ikke fantes (1971)
- Pinens begrensning (1981)
  - Limits to pain (1981)
- Den gode fiende: Narkotikapolitikk i Norden (with Kettil Bruun, 1985)
- Kriminalitetskontrol som industri: På vej mod GULAG, vestlig stil? (1996)
  - Crime Control as Industry: Towards GULAGs, Western Style? (2000)
- En passande mengde kriminalitet (2004)
  - A Suitable Amount of Crime (2004)